# Резолюция Совета Безопасности ООН 1051
Резолюция Совета Безопасности Организации Объединённых Наций 1051 (код — S/RES/1051), принятая 27 марта 1996 года, подтвердив резолюции 687 (1991), 707 (1991) и 715 (1991) о мониторинге иракской программы вооружений, совет одобрил механизм мониторинга импорта и экспорта Ираком товаров «двойного назначения».
Совет Безопасности ООН отметил предложения резолюций 661 (1991), 687 (1991) и 715 (1991) о том, чтобы Специальная комиссия ООН и директор Международного агентства по атомной энергии (МАГАТЭ) разработали механизм мониторинга иракского импорта и экспорта оружия в письме, полученном 7 декабря 1995 года.
Действуя на основании главы VII Устава ООН, Совет Безопасности одобрил предложения, содержащиеся в письме, с учётом положений настоящей резолюции. Было подтверждено, что механизм не нарушит действие будущих или существующих соглашений о нераспространении, и что запросы стран о продажах Ираку или запросы Ирака об экспорте предметов должны направляться в комиссию, созданную в резолюции 661.
Всем странам было предложено в отношении поставок оружия в Ирак представлять информацию в совместное подразделение комиссии и МАГАТЭ и уведомлять совместное подразделение о любых попытках компаний обойти механизм, а также о случаях, когда Ирак не соблюдал процедуру. В течение 45 дней государства-члены должны были получить соответствующую информацию от специальной комиссии и генерального директора МАГАТЭ относительно выполнения процедур механизма. Совет безопасности потребовал, чтобы Ирак выполнил все свои обязательства по механизму
Начиная с 11 апреля 1996 года, Генеральный секретарь ООН Бутрос Бутрос-Гали и генеральный директор МАГАТЭ должны были периодически отчитываться о ходе работы каждые шесть месяцев.